# Organigramme de serrurerie
Pour les articles homonymes, voir organigramme.
En serrurerie, un organigramme de clés ou un organigramme de cylindres reflète la hiérarchie existant dans une infrastructure. En faisant l’analogie d’un organigramme d’entreprise qui définit qui fait quoi, un organigramme de serrurerie va définir qui ouvre quoi. Il peut s’agir d’une entreprise, mais également d’un hôpital, d’un hôtel, d’un centre de vacances, d’un immeuble d’habitations ou même d’une maison individuelle.

## Historique des organigrammes

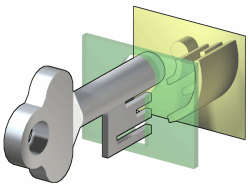
Serrure à garnitures.

### XVIesiècle
La première utilisation connue du public révélant l’existence d’un système de hiérarchisation des clefs et par-là même la notion de passe-partout serait due au roi Henri II qui fit fabriquer en 1547 trois serrures à apposer sur la porte de la chambre de Diane de Poitiers. Ces trois serrures devaient être munies de clés distinctes, mais il fallait que la clé du roi passe par toutes (d’où l’expression « clé passe-partout »).
À l’époque, les serrures étaient des serrures à garnitures, ce qui signifie que si la clé peut passer dans la serrure, elle pourra l’ouvrir. Dans ces conditions, le passe-partout était alors une clé à laquelle de la matière était enlevée pour qu’elle coïncide avec les garnitures (obstacles dans la serrure) et qu’elle puisse ainsi entrer et tourner dans la serrure.

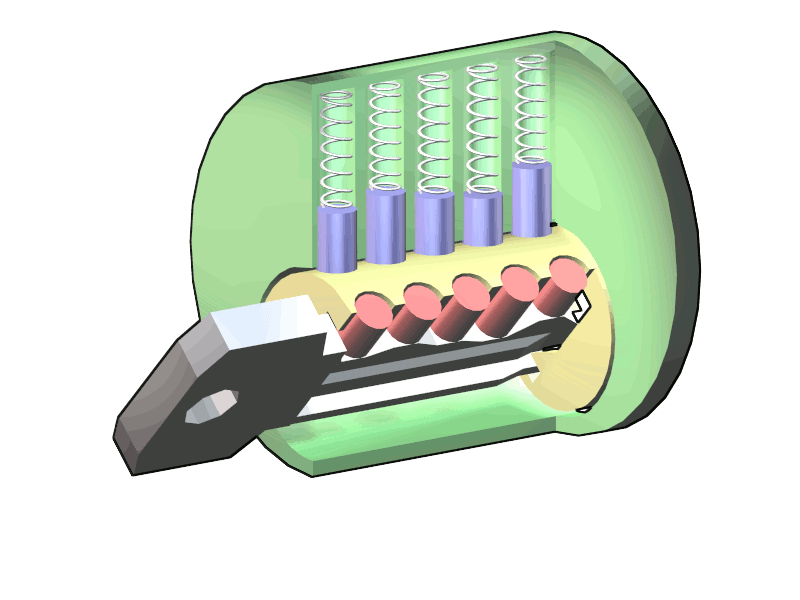
Serrure à goupilles.

### XIXesiècle
La serrurerie a peu évolué en 200 ans, mais l’apparition de nouvelles serrures mène à la conception de nouveaux systèmes d’organigramme :
les serrures à gorges, inventées en 1778 par Robert Barron, qui permettent dès le début des années 1800 de complexifier les organigrammes avec un nombre combinaisons étendu et une sécurité améliorée.
Mais ce sont les serrures à goupilles, inventées en 1844 par Linus Yale qui vont donner à la conception d’organigramme toute sa valeur. En effet, Yale met au point un système de calcul de combinaisons qui permet de créer des organigrammes de plusieurs milliers de cylindres, sans jamais en réduire la sécurité.

### XXesiècle
De nouvelles serrures étant encore inventées, les organigrammes évoluent avec celles-ci. On voit alors apparaître des organigrammes réalisés avec des serrures de très haute sécurité (serrures à pompes, serrures à goupilles micropoints, serrures à disques…) augmentant toujours le nombre de cylindres qu’il est possible d’intégrer à un organigramme sans jamais faire de doublons (certains fabricants parlent même de plus d’un milliard de combinaisons disponibles).

### XXIesiècle
Le XXIe siècle annonce l’ère de l’électronique et du numérique. Les fabricants investissent le marché avec différentes technologies électroniques qui permettent chacune ce qu’il n’était pas possible de faire avec du « tout mécanique » : contrôler les horaires de passage des utilisateurs et annuler une clé en cas de perte. La sécurité est alors à son plus haut niveau depuis l’invention des organigrammes. Plusieurs technologies sont utilisées : RFID (compatible Vigik, ou propriétaire), contact filaire ; alimentation dans la clé ou alimentation dans le cylindre ; autonome ou relié à une centrale de gestion…

## Représentation schématique d'un organigramme en serrurerie
Il existe 2 façons de représenter et visualiser un organigramme de clés : le schéma hiérarchique et le schéma matriciel. Chacun avec leurs avantages et inconvénients, le plus utilisé étant le hiérarchique.

### Schéma hiérarchique
La représentation schématique hiérarchique d'un organigramme de clés se présente sous forme pyramidale, comme l'organigramme d'organisation d'une entreprise.

### Schéma matriciel
Un schéma matriciel ne prend pas en compte l'organisation interne contrairement à la représentation hiérarchique. Il est schématisé sous la forme de tableau avec des croix pour identifier quelle clé passe ouvre quelle porte.

## Types d’organigramme de clés
Il existe plusieurs types d’organigrammes selon le niveau de hiérarchisation qu’il comprend.

### Organigrammes avec passe général

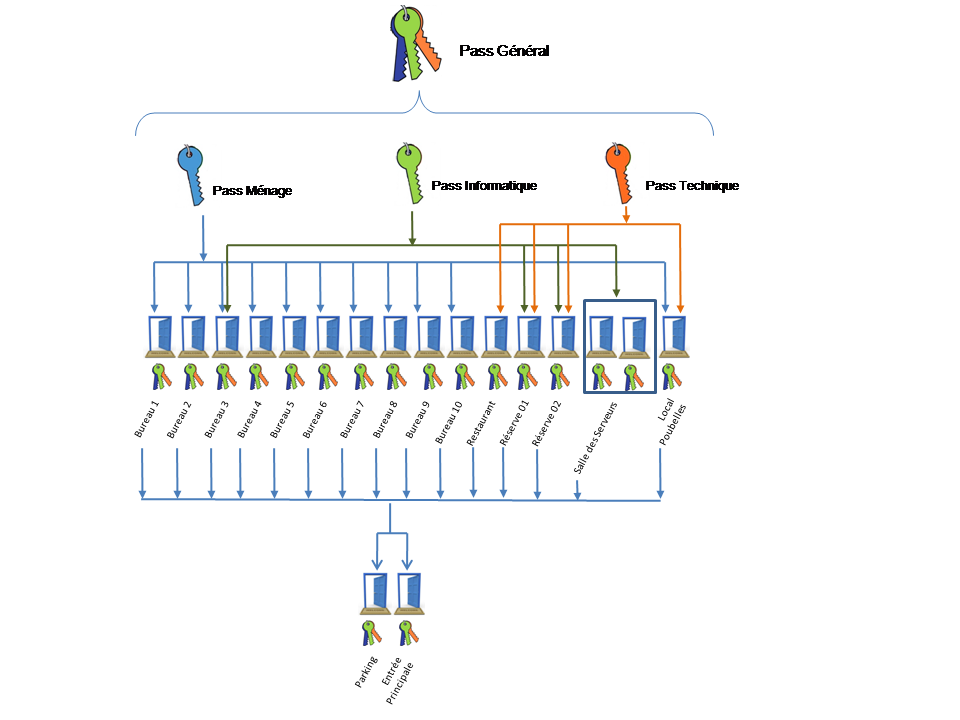
Schéma d’un organigramme de bureaux avec passe général, passes partiels et ouverture centrale.

Le plus connu et le plus simple est l’organigramme avec passe général seul. Il est composé de plusieurs serrures ou cylindres qui s’ouvrent avec des clés différentes, et une clé (le passe général) peut ouvrir toutes les portes.

### Organigrammes avec passe général et passes partiels
L’organigramme avec passes partiels est un organigramme sur 3 niveaux au lieu de 2. L’exemple le plus parlant est celui de l’hôtel dont les chambres ont toutes des clés différentes, et chaque étage dispose d’un passe partiel pour le ménage. Mais le passe partiel « étage 1 », qui peut donc ouvrir toutes les chambres de cet étage n’aura pas la possibilité d’ouvrir une chambre de l’étage 2 et vice-versa. Par contre, il existe dans cet organigramme un passe général qui peut ouvrir toutes les chambres de l’hôtel. On peut également imaginer un organigramme avec un seul passe partiel en plus du passe général. Ce passe partiel ne peut, comme son nom l’indique, ouvrir qu’une partie des locaux ouverts par le passe général.

### Grands organigrammes
Sans que cette dénomination se rapporte à un type d’organigramme à proprement parler, il existe des organigrammes pouvant aller jusqu’à six niveaux hiérarchiques, voire plus dans des cas extrêmes.

### Organigrammes complexes ou avec interférences
On parle d’interférences quand des passes partiels doivent ouvrir des portes qui sont sous le contrôle d’autres passes partiels. Dans l’exemple d’un hôtel, il s’agirait du passe « étage 1 » qui ouvre en plus une chambre du 2e étage, qui elle-même doit déjà pouvoir s’ouvrir avec le passe « étage 2 ». On retrouve également ces interférences dans les entreprises.

### Organigramme avec ouverture centrale

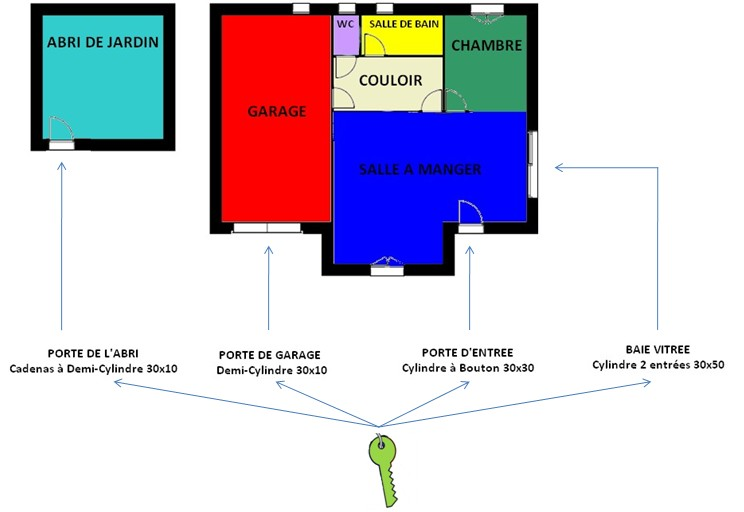
Schéma d’un « organigramme » avec clé unique.

Le concept d’ouverture centrale est le contraire du concept de passe général. Dans le cas d’une ouverture centrale, plusieurs clés différentes doivent ouvrir un cylindre commun. C’est souvent souhaitable dans les immeubles de logement ou de bureaux où l’on permet à chaque clé distincte d’ouvrir la porte d’entrée d’immeuble ou les communs (accès aux caves, au parking…) sans pour autant pouvoir ouvrir la porte du voisin.

### Cylindres s’entrouvrant ou avec même variure (STRV ou MV)
Cette fonctionnalité n’est pas à proprement parler un type d’organigramme car il n’y a pas de hiérarchie. Il s’agit seulement de cylindre ou serrures dont la combinaison est identique pour tous. Les cylindres ayant tous les mêmes clés, ils sont dits « s’entrouvrant » car ils « s’ouvrent entre eux », il n’y a pas de hiérarchie. En revanche, il est courant de voir des cylindres s’entrouvrant dans un organigramme lorsque l’on veut limiter le nombre de clés à distribuer. Dans le cas d’une école par exemple, toutes les salles de cours pourront avoir la même variure. Mais les locaux techniques et salles informatiques auront des clés différentes, contrôlées sous un passe partiel ou le passe général.

## Sécurité intrinsèque d’un organigramme
La mise en place d’un organigramme découle généralement de la volonté de n’avoir besoin que d’une clé ou tout du moins d’un trousseau de clés réduit en fonction de ses attributions. Mais il ne faut pas oublier l’aspect « sécurité » qui doit toujours être à l’esprit de celui ou celle qui choisit de faire un organigramme, et surtout qui choisit quel type de clé et cylindre supportera l’organigramme.
Un organigramme a une durée de vie entre 10  et   25 ans selon l’intensité de l’utilisation des clés et cylindres, et de la qualité de ceux-ci. Heureusement, il est toujours possible de réapprovisionner l’infrastructure avec des cylindres neufs en cas de détérioration par exemple.
Mis à part le vieillissement du matériel, deux éléments réduisent la vie d’un organigramme en tant que contrôle d’accès efficace. En premier lieu, il s’agit de l’évolution de la structure et des utilisateurs. En effet, si les attributions des utilisateurs changent, il n’est pas facile d’adapter leurs droits d’accès. Ou encore si un nouveau bâtiment est construit, il n’est pas toujours possible de l’intégrer à l’organigramme existant si cette extension d’organigramme n’avait pas été prévue initialement. On peut pallier ce problème grâce aux nouvelles technologies électroniques, qui permettront à l’organigramme d’être aussi flexible que la structure qu’il sert.
En second lieu, et non des moindres, il s’agit de la diffusion des clés et surtout des passes partiels et généraux. Il est évident que si un passe général se retrouve dans la nature, toute la sécurité des lieux se trouve compromise.
Il est deux cas où un tel problème peut se produire.

### Perte d’une clé ou d’un passe
Dans ce cas, les personnes concernées sont généralement rapidement informées car l’absence de la clé ou du passe se fera vite ressentir, et des mesures correctives pourront alors être prises (recherche de la clé perdue, changement de tout ou partie des cylindres…).

### Copie d’une clé ou d’un passe
Dans ce cas, qui est le pire que l’on puisse imaginer, le risque est le même que le cas précédent, mais en plus il y a l’ignorance de ce risque. Les personnes concernées ne savent pas qu’un passe a été copié et n’agiront donc pas contre son utilisation.

## Failles et solutions de sécurité d’un organigramme
Deux éléments dicteront le choix de telle ou telle technologie ou fonction. Il s’agit du besoin réel de l’utilisateur final (selon que l’on est une école ou une centrale nucléaire, les besoins en sécurité ne sont pas les mêmes), et les capacités de la solution envisagée (un cylindre électronique renforcé n'est pas tout à fait comparable à un cylindre à 5 goupilles, tant sur le plan sécuritaire que combinatoire).
Comme tout système permettant de contrôler des accès (surveillance physique, électronique, portes, badges, etc.), la sécurité d’un organigramme comporte des failles.

### Droits inappropriés
Lors de la distribution des clés, ou en cas de prêt de clés entre les utilisateurs, certaines personnes peuvent se retrouver avec plus de droits d’accès qu’ils n’auraient dus. 
Pour éviter ce cas de figure, il faut que l’organigramme ait été prévu pour coïncider avec les affectations de chacun.
Il est primordial de notifier par écrit (ou à l’aide de logiciels destinés à cette fonction) qui possède telle clé, et mettre à jour ce document aussi souvent que nécessaire.
L’utilisation de technologies électroniques s’avère également très utile dans ces cas de figure car il est possible de modifier les droits d’un utilisateur ; de manière temporaire s’il le faut.

### Copie de clés/passes
Comme décrit plus haut, la possibilité qu’un passe puisse être copié sans aucun contrôle par les responsables de l’organigramme pose un problème de sécurité majeur car en plus de permettre des accès importants, l’existence de cette clé ne sera pas connue des responsables qui ne pourront alors pas prendre les dispositions pour minimiser l’impact de cette faille.
Pour empêcher qu’un tel cas de figure se présente, les fabricants de cylindres ont fait breveter certains modèles de clés afin d’être les seuls à pouvoir reproduire les clés en question. Grâce à ce contrôle absolu des reproductions de clés, ils garantissent à leurs clients que personne ne pourra reproduire les clés sans la « carte de propriété » prouvant que le demandeur est bien le propriétaire de la clé. Pour aller encore plus loin, certains fabricants ont même déposé la forme de la clé en Dessins et Modèles ou en Marque afin de protéger à vie les clés concernées.

### Escalade de privilèges
Cette notion regroupe tous les moyens qui permettent à un utilisateur lambda de déduire et fabriquer un Passe Partiel ou pire, un Passe Général à partir de sa seule clé individuelle et du cylindre auquel il a officiellement accès. 
Cette possibilité n’est possible que si cet utilisateur peut avoir accès à des clés vierges (aussi appelée ébauches de clés) correspondant à l’organigramme concerné.
Cette faille n’existant que sur les systèmes avec clés à dents, il est préférable d’opter pour un système à clé réversible qui dans la majorité des cas apportera plus de sécurité.
Les moyens de protection contre cette faille sont également liés à la possibilité ou non de pouvoir trouver des clés vierges. Une fois encore, il est important de choisir un organigramme avec des clés brevetées ou protégées à vie pour être certain que les clés vierges ne sont pas diffusées.

## Loi
Il n’existe pas de loi spécifique aux organigrammes, mais la loi intervient à plusieurs niveaux dans la création et l’utilisation d’un organigramme.

### Copie des clefs
Les points déjà soulevés concernent les règles de droit liées au brevet, marque et dessins et modèles. Ces règles interdisent à tout autre que le dépositaire de dupliquer les clés. Les dépositaires peuvent ainsi garantir à leurs clients que seul le détenteur de la carte de propriété des clés sera autorisé à demander au fabricant une duplication de ses clés.

### Existence d’un passe général
Le fait qu’un passe général existe implique qu’au moins une personne est physiquement capable de s’introduire dans tous les locaux concernés par l’organigramme. Alors que c’est souhaitable dans la majorité des cas (c'est l'essence même d'un organigramme), cela pose problème quand certains locaux concernés sont des propriétés privées, ou plus clairement des logements. En effet, comme le stipule la loi, le fait de s’introduire dans un lieu privé sans l’accord du propriétaire est passible d’une peine d’un an d’emprisonnement et de 150 000 euros d’amende. Mais pour engager la responsabilité civile délictuelle du propriétaire, il faut prouver qu’il y a eu une faute, un préjudice subi et un lien de causalité entre les deux. Un arrêt de la Cour de cassation change la donne en précisant qu’un locataire n’a pas besoin de prouver une faute du propriétaire pour se voir indemnisé. La simple preuve de l’intrusion dans le logement loué est suffisante.
Légalement, l’existence d’un passe général n’est pas traitée, donc il est possible de prévoir un passe général pour des logements, mais celui qui l’utiliserait à des fins de visite sans l’accord des personnes habitant le logement s’expose à de graves conséquences juridiques.
Il est préférable de ne pas créer de passe général pour les logements, ou dans le cas contraire d’en informer les personnes concernées. Un tel passe général peut servir en cas d’urgence pour les pompiers, ou pour un dégât des eaux… Attention toutefois à obtenir l’accord de l’habitant. Dans certaines copropriétés, il existe un passe général unique, qui est enfermé dans une enveloppe scellée placée dans un coffre-fort. Dans la majorité des cas, les locataires ont la possibilité de changer le cylindre de leur porte pour en installer un dont ils sont seuls possesseurs de la clé.
L’existence d’un passe général dans un organigramme de logements est susceptible d’annuler la certification A2P car cela suggère une plus grande faiblesse au crochetage et réduit donc la sécurité des cylindres.

## Conclusion
Depuis leur « invention », les organigrammes n’ont cessé d’évoluer et de se développer à travers le monde. Les besoins et les perspectives évoluant avec les technologies, la sécurité des organigrammes est maintenue tant qu’ils sont gérés et créés par des spécialistes. De plus en plus, les organigrammes de sécurité s’orientent vers l’électronique pour plus de flexibilité et de contrôle.